# Chloeres inchoata
Chloeres inchoata är en fjärilsart som beskrevs av Walker 1861. Chloeres inchoata ingår i släktet Chloeres och familjen mätare. Inga underarter finns listade i Catalogue of Life.